# Zdzisław Szczepaniak
Zdzisław Szczepan Szczepaniak (ur. 19 sierpnia 1941 w Łodzi) – polski dziennikarz, pisarz, podróżnik, żeglarz.

## Życiorys
Rozpoczął pracę jako dziennikarz w lipcu 1962 w „Dzienniku Łódzkim”, zaczynając w dziale wojewódzkim, następnie pracując także w dziale miejskim, ekonomicznym, społecznym oraz współpracował z działem sportowym. W latach 1975–1981 kierował działem kulturalnym. Został członkiem NSZZ „Solidarność”. 13 grudnia 1981 został zwolniony z pracy i zajął się kolportowaniem prasy podziemnej oraz pisał wiersze. W 1982 internowany w Ośrodku Odosobnienia w Łowiczu, a następnie w Szpitalu Miejskim w Łowiczu w związku z odbywaną głodówką protestacyjną. Przyczyną internowania była „destrukcyjna działalność w środowisku łódzkich dziennikarzy w warunkach stanu wojennego”, uczestnictwo w nielegalnych zgromadzeniach i podejrzenie o redagowanie wrogich anonimów i ulotek.
Po internowaniu sprzedawał książki swojego autorstwa na Czerwonym Rynku w Łodzi. Następnie podjął współpracę z Wytwórnią Filmów Oświatowych w Łodzi. Pisał komentarze do filmów przyrodniczych i dydaktycznych oraz czytał listy dialogowe do filmów w kinach i był statystą. Od 1990 pracował w „Głosie Porannym”, a w 1991 powrócił do „Dziennika Łódzkiego”, gdzie został kierownikiem działu kulturalnego. W okresie 22.03–31.05.1992 był redaktorem naczelnym gazety, po czym odszedł z pracy. W 1998 powrócił do pracy dziennikarskiej w tym samym czasopiśmie.
Jest autorem książek, audycji radiowych i scenariuszy filmowych oraz członkiem Związku Podhalan.

### Podróże
Jest jachtowym sternikiem morskim ze stażem ponad 40 tysięcy mil morskich przebytych na Bałtyku, Morzu Północnym, Śródziemnym, Karaibskim, na Atlantyku i antarktycznym Oceanie Południowym. Pływał na jachtach harcerskich, takich jak: „Aldis”, „Odkrywca”, „Zawisza Czarny”, „Elbereth”, „Venator”. Uczestniczył w wyprawie jachtu „Pogoria” do polskiej bazy polarnej na Antarktydzie i rejsie dookoła świata łódzkiego jachtu „Stomil”. Odbył także podróże m.in. do Trójkąta Bermudzkiego, Nowego Jorku i Jemenu. Swoje przeżycia opisał m.in. w reportażach: Przygodzie na imię „Pogoria”, Bigos tropików, Dziewczyna z Trogiru, Z wiatrem i pod wiatr.

### Życie prywatne
Jest synem Stefana i Marianny Szczepaniak.

## Filmografia
- 1976: „Sarenka – komentarz
- 1983: „O Zagabku który złowił księżyc” – komentarz
- 1984: „Samoleczenie bioemanacyjnym sprzężeniem z mózgiem” – komentarz
- 1986: „Tajne nauczanie” – komentarz
- 1986: „Słowiański świt. początki polski” – narrator
- 1990: „Pogrzeb kartofla” – obsada aktorska
- 1994–1997: „Rody fabrykanckie” – narrator
- 1997: „Heweliusz” – obsada aktorska
- 2000: „Nietoperze” – komentarz
- 2002: „Stefan Pogonowski” – współpraca produkcyjna
- 2002: „Powrót łososia” – komentarz
- 2002: „Cmentarz Orląt” – współpraca produkcyjna
- 2003: „Woliński Park Narodowy” – komentarz
- 2003: „Święto Wojska Polskiego. Historia i tradycje” – współpraca produkcyjna
- 2006: „Gniewosz plamisty” – komentarz
- 2009: „Nekropolis. Łódzkie trójprzymierze cieni...” – komentarz, narrator
- 2013: „Perskie ocalenie” – lektor[7]

## Publikacje
- Przygodzie na imię „Pogoria”, Krajowa Agencja Wydawnicza, 1984, ISBN 978-83-03-00410-9.
- Abecadło w morze wpadło, Wydawnictwo Łódzkie, 1987, ISBN 978-83-218-0618
- Recepta na nudę, Wydawnictwo Toporzeł, 1991
- Bigos tropików, Klio, 1997
- Dziewczyna z Trogiru i inne opowiadania, Piątek Trzynastego, 2005, ISBN 978-83-7415-065-1.
- Szczepaniak Z., Z wiatrem... i pod wiatr, Agencja Wydawnicza Agar, 2007, ISBN& 978-83-86567-55-3
- Z wiatrem... i pod wiatr, Agencja Wydawnicza Agar, 2007, ISBN 978-83-86567-55-3.
- „Podziemne ptaki...”, Regionalna Izba Gospodarcza, 2009
- Na progu nadziei..., Ryszard Szczepaniak, 2011, ISBN 978-83-932803-0-8.
- Na łasce X Muzy, Wydawnictwo „Literatura”, 2011, ISBN 978-83-7672-106-4.
- Człowiek z epoki więzień, Narodowe Centrum Kultury, 2013, ISBN 978-83-63631-45-1.
- Łódź – śladami ludzi i zdarzeń: reportaże z lat 1960–2010, Łódź: Wydawnictwo Literatura, 2013, ISBN 978-83-7672-266-5 (współautorzy: Małgorzata Golicka-Jabłońska, Jacek Indelak, Paweł Patora, Gustaw Romanowski)
- „Za każdy kamień twój...”, Wojewódzka Biblioteka Publiczna im. Marszałka Józefa Piłsudskiego, 2014, ISBN 978-83-85925-70-5
- Z pasatem w żaglach, Wydawnictwo Kontekst, 2015, ISBN 978-83-62564-93-4.
- Historia nie umiera, Wojewódzka Biblioteka Publiczna im. Marszałka Józefa Piłsudskiego, 2019, ISBN 978-83-85925-82-8.

## Wyróżnienia
- Nominacja do nagrody im. kapitana Leonida Teligi (2008) za książkę Z wiatrem i pod wiatr[2]
- Złota Honorowa Odznaka Stowarzyszenia Księgarzy Polskich,
- tytuł „Kawalera Komandorii Łódzkiej” nadany przez Ligę Morską,
- certyfikat „Zasłużonego wolontariusza morza”[6].